# Diocesi di Smolensk

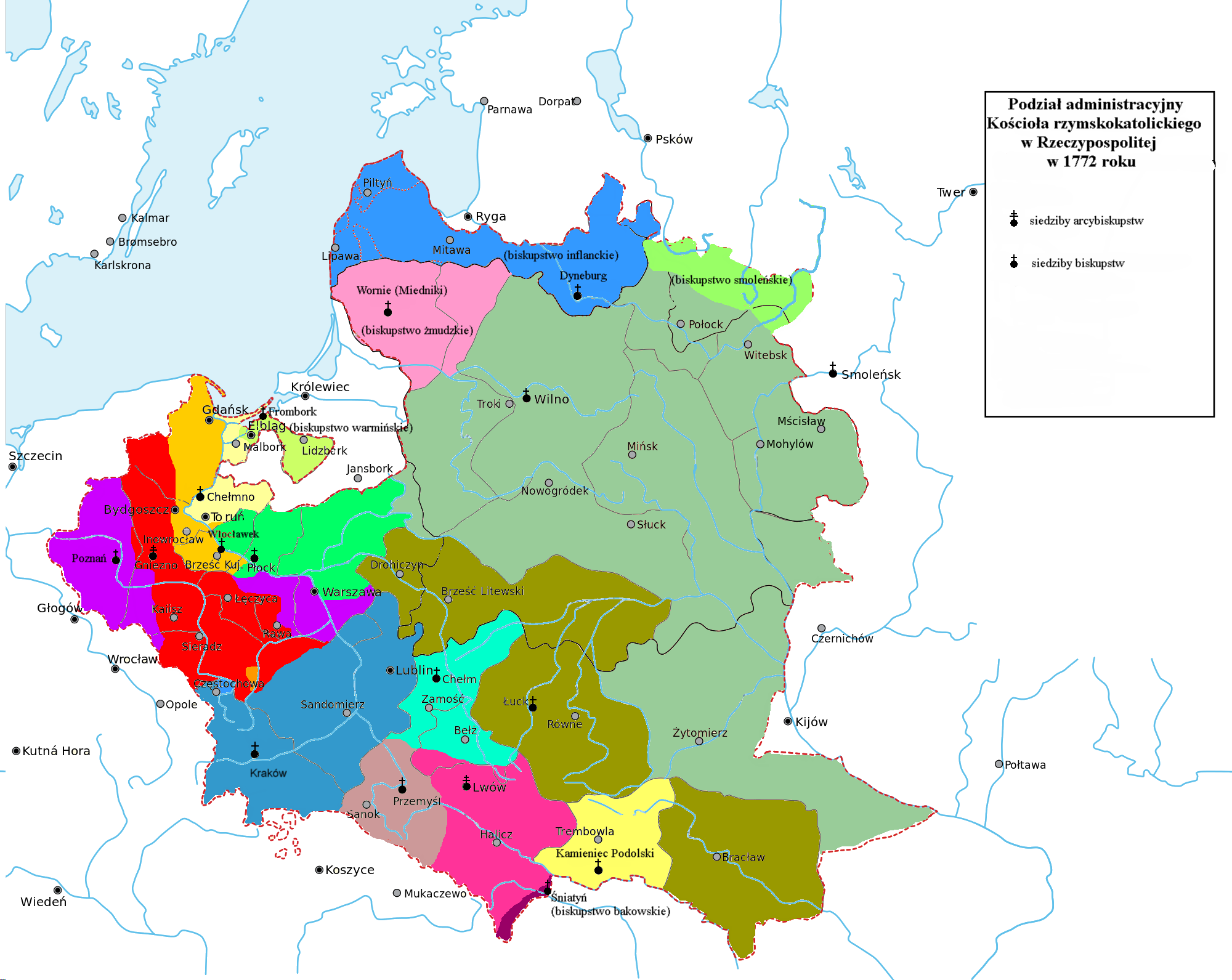
Mappa delle diocesi di rito latino della Confederazione polacco-lituana nel 1772; in verde chiaro la diocesi di Smolensk.

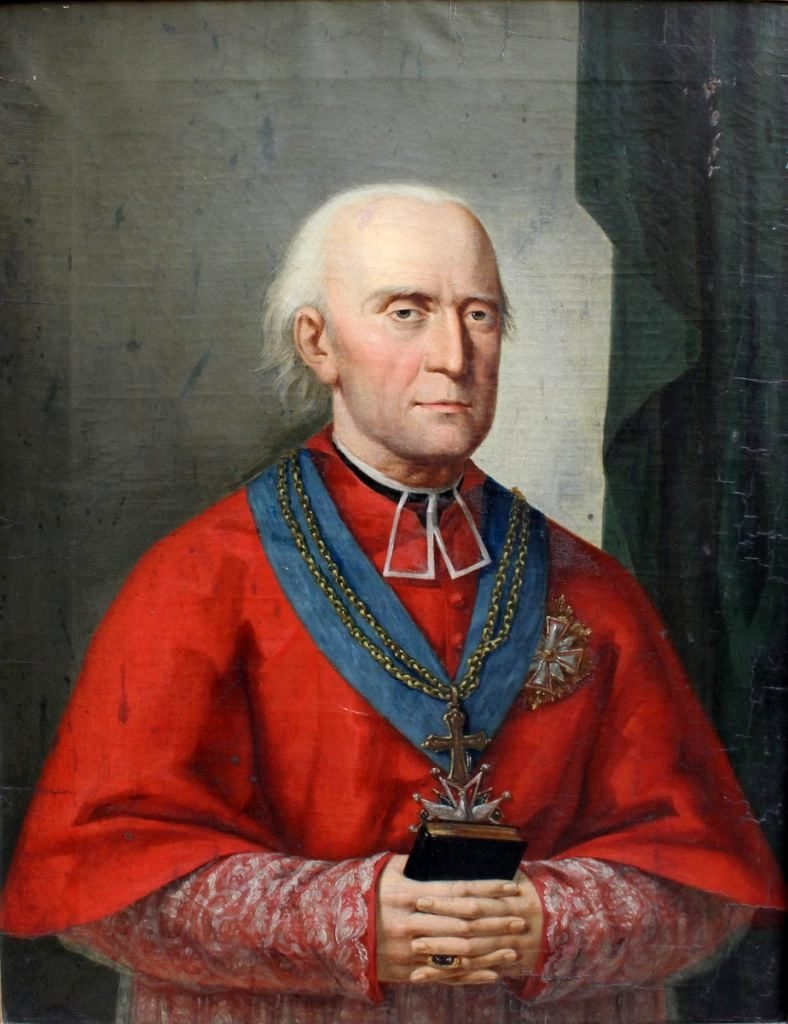
L'ultimo vescovo di Smolensk, Tymoteusz Paweł von Gorzeński (1790-1809).

La diocesi di Smolensk (in latino Dioecesis Smolenscensis) è stata una sede della Chiesa cattolica, soppressa nel 1818.

## Territorio
La diocesi originariamente comprendeva la parte nord-orientale del granducato di Lituania.
Sede vescovile era la città di Smolensk, dove si trovava la cattedrale dell'Annunciazione di Maria Vergine.
Nel 1744 la diocesi comprendeva solo 3 parrocchie per circa 20.000 fedeli di rito latino.

## Storia
La diocesi fu eretta il 1º settembre  1636 con la bolla Super speculam di papa Urbano VIII, dopo che la città e il suo territorio erano stati conquistati da Sigismondo III di Polonia (pace di Deulino, 1618). La diocesi era suffraganea dell'arcidiocesi di Gniezno.
Nel 1654 Smolensk fu riconquistata dai russi, e i fedeli di rito latino, soprattutto i nobili, e il vescovo, dovettero fuggire. Di fatto la diocesi non esisteva più, benché la Santa Sede continuò a nominare vescovi fino agli inizi dell'Ottocento.
In seguito alla prima spartizione della Polonia (1772), l'imperatrice Caterina II di Russia istituì, con editto del 14 dicembre 1772, la diocesi di Mogilev, integrando nel suo territorio le quattro parrocchie rimaste della diocesi di Smolensk. La situazione di fatto fu regolarizzata dalla Santa Sede il 15 aprile 1783 tramite il breve Onerosa pastoralis officii cura di papa Pio VI, con cui fu istituita canonicamente l'arcidiocesi di Mogilev, sopprimendo così de iure la diocesi di Smolensk.
Importanti furono gli ultimi due vescovi di Smolensk, Adam Stanisław Naruszewicz, già coadiutore dal 1775, letterato e storico; e Gorzeński, che nel 1809 divenne vescovo di Poznań e poi nel 1821 arcivescovo di Gniezno e primate di Polonia.

## Cronotassi dei vescovi
- Piotr Parczewski † (1º settembre 1636 - 9 dicembre 1649 nominato vescovo di Samogizia)
- Franciszek Dołmat Isajkowski † (14 febbraio 1650 - maggio 1654 deceduto)
- Hieronim Władysław Sanguszko † (31 maggio 1655 - luglio 1657 deceduto)
- Jerzy Baiłłozor † (18 marzo 1658 - 21 novembre 1661 nominato vescovo di Vilnius)
- Kazimierz Pac † (14 giugno 1664 - 3 ottobre 1667 nominato vescovo di Samogizia)
- Gothard Jan Tyzenhaus † (17 settembre 1668 - 1669 deceduto)
- Aleksander Kotowicz † (27 febbraio 1673 - 9 aprile 1685 nominato vescovo di Vilnius)
- Konstanty Kazimierz Brzostowski † (30 aprile 1685 - 24 novembre 1687 nominato vescovo di Vilnius)
- Eustachy Stanisław Kotowicz † (17 maggio 1688 - 1704 deceduto)
- Jan Mikołaj Zgierski † (25 gennaio 1706 - 21 luglio 1710 nominato vescovo di Samogizia)
- Aleksander Mikołaj Horain † (23 dicembre 1711 - 7 dicembre 1716 nominato vescovo di Samogizia)
- Ludwik Karol Ogiński † (22 novembre 1717 - 1718 deceduto)
- Karol Piotr Pancerzyński † (24 settembre 1721 - 11 settembre 1724 nominato vescovo di Vilnius)
- Bogusław Korwin Gosiewski † (29 gennaio 1725 - 24 giugno 1744 deceduto)
- Jerzy Mikołaj Hylzen † (10 maggio 1745 - 17 luglio 1763 dimesso)
- Gabriel Wodzyński † (17 luglio 1763 succeduto - 28 novembre 1788 deceduto)
- Adam Stanisław Naruszewicz † (28 novembre 1788 succeduto - 29 novembre 1790 nominato vescovo di Luc'k)
- Tymoteusz Paweł von Gorzeński † (29 novembre 1790 - 27 marzo 1809 nominato vescovo di Poznań)